# 盧基揚尼夫卡 (布羅瓦雷區)
50°29′34″N 31°22′33″E / 50.49278°N 31.37583°E

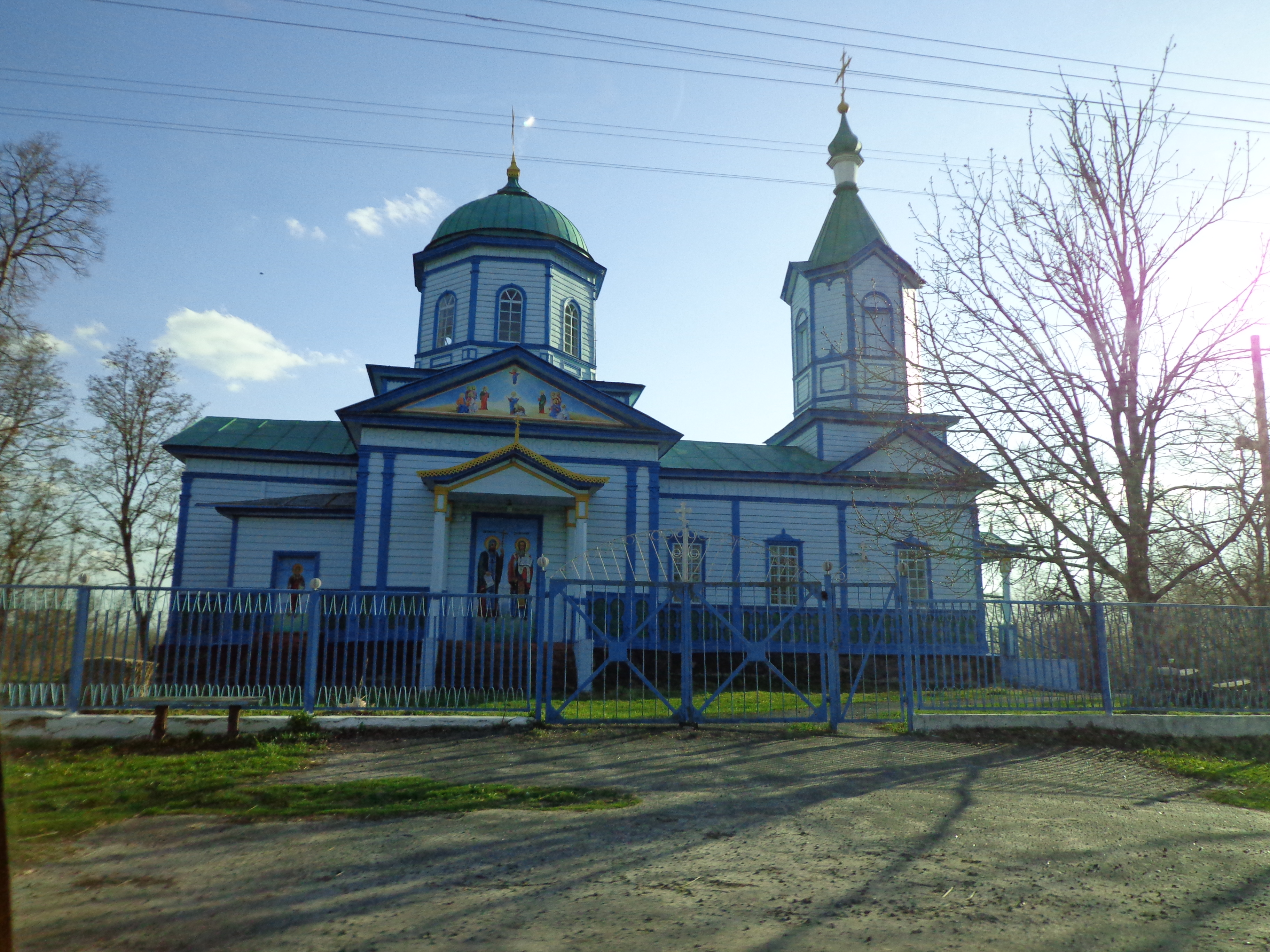

盧基揚尼夫卡（羅馬化：Lukianivka）是位於烏克蘭北部的村莊，由基辅州布羅瓦雷區的巴里希夫卡市鎮負責管轄。該村處於巴庫米夫卡河畔，始建於1650年，面積3.65平方公里，海拔高度110米，2001年人口849。